# Maciej Wańkowicz
Maciej Wańkowicz herbu Lis – sędzia ziemski miński, podczaszy miński w 1762 roku, sędzia mińskiego sądu kapturowego w 1764 roku.
Żonaty z Katarzyną Janiszewską.